# Kristian Weise
Kristian Weise (født i København 28. juli 1979) er dansk debattør og økonomisk ekspert, der arbejder som underdirektør i TrygFonden. Han har tidligere været direktør for Tænketanken Cevea og generalsekretær for udviklingsorganisationen Oxfam IBIS.
Han har været sekretariatsleder for Socialdemokraterne i Europa-Parlamentet og politisk rådgiver for Socialdemokratiet og den danske og internationale fagbevægelse.
Han er uddannet fra London School of Economics og Copenhagen Business School.
Han er debattør og foredragsholder og brugt af bl.a. DR og TV2. Han har været en af Politikens faste debattører og skrevet en fast klumme i Jyllands Postens Finans-tillæg. Han har særligt behandlet finanskrisen og finanssektorens rolle i samfundsøkonomien samt spørgsmål om arbejdsmarkedet og samfundet generelt.
Han skriver for tiden en fast økonomisk kommentar i Berlingske Tidende.

## Baggrund
Han har en bachelorgrad (BA) i Økonomi og Filosofi fra CBS Handelshøjskolen i København fra 2002 og en kandidatgrad (MSc) i Politisk Sociologi fra LSE, London School of Economics and Political Science fra 2004.
Han har siden studietiden arbejdet med økonomisk politik og begyndte som politisk rådgiver for Poul Nyrup Rasmussen, tidligere socialdemokratisk statsminister, da denne blev valgt til Europa-Parlamentet i 2004.
Derefter var han politisk analytiker og rådgiver for den internationale fagbevægelses hovedorganisation ITUC, International Trade Union Confederation, i Bruxelles. Hans arbejdsområde var den globale økonomi, og han udarbejdede større rapporter og publikationer om Kinas økonomiske udvikling, multinationale virksomheder og skat samt finansverdens udvikling frem mod krisen. En rød tråd igennem Kristian Weises arbejdsliv har været kampen mod ulighed, og han har i høj grad bidraget til at sætte ulighed på den danske og internationale dagsorden.
I 2008 flyttede han til Danmark for at arbejde for LO i København som international rådgiver. Han stod for arbejdet med EU-koordinering, EU's beskæftigelses- og økonomiske politik samt international politik og økonomi.
I 2010 flyttede han til Bruxelles som sekretariatsleder for Socialdemokraterne i Europa-Parlamentet. Her var han ansvarlig for den overordnede politiske koordinering, personaleledelse og økonomi for sekretariatet.
I 2011 flyttede han til Danmark som direktør for Tænketanken Cevea.
I 2019 blev han generalsekretær for organisationen Oxfam Danmark, der er en del a den globale civilsamfunds- og indflydelsesorganisation Oxfam.
Oxfam IBIS har særligt markeret sig på sit arbejde med uddannelse og fair skat, og organisationens mål er at bekæmpe ulighed i alle dens former. Oxfam IBIS arbejder for økonomisk retfærdighed og inkluderende demokratier i hele verden med lokale partnere fra civilsamfundet, hvor adgang til offentlig kvalitetsuddannelse og effektive skattesystemer er afgørende. Oxfam IBIS adresserer derudover ulighed i deres humanitære- og fredsopbygningsprogram, og fokuserer i alt deres arbejde på af inklusion af kvinder, unge og marginaliserede grupper.
Kristian Weise har været medlem af styregruppen for Verdensbankens Researchers Alliance for Development, økonom-netværk under OECD og bestyrelsesformand for SL fonden (der bl.a. ejer Academic Books og forlaget Samfundslitteratur) og en del af formandskabet for DSR, De Studerendes Råd ved CBS, Handelshøjskolen i København.